# Desa Sirnajaya (administrativ by i Indonesien, lat -7,04, long 107,30)
Desa Sirnajaya är en administrativ by i Indonesien.   Den ligger i provinsen Jawa Barat, i den västra delen av landet, 100 km sydost om huvudstaden Jakarta.